# 随伴性
随伴性（ずいはんせい）とは、担保物権や保証債務などに認められる性質で、債権・債務（担保物権の場合には被担保債権、保証債務の場合には主たる債務）が債権譲渡や転付命令などによって移転した場合に、担保物権や保証債務もこれらとともに移転するという性質をいう。明文の規定はないが担保の性質上、当然であるとされている。
この随伴性のゆえに、担保物権の場合、AがBに対して有する金銭債権をCに譲渡すると、これを被担保債権としてB所有の不動産上に設定された抵当権もCに移転することになる。また、保証債務の場合、AがBに対して有する金銭債権（Bの側からみると金銭債務）をCに譲渡すると、これを主たる債務としてAとDの間に締結された保証債務もCとDの間に移転することになる。
随伴性は担保物権の通有性の一つであるが、例外的に根抵当権は元本の確定前においては随伴性を有しない（民法398条の7）。
なお、随伴性は、担保権の帰属において被担保債権に従属するという性質のことであるから、随伴性と呼称するよりも、帰属における付従性（附従性）と称すべしとする見解もある。呼称の問題はともかく、担保の被担保債権への従属性のうち主観的側面ないし人的側面が随伴性であり、客観的側面ないし物的側面が付従性である。